# ماتي رانتانن (سائق راليات)
ماتي رانتانن (بالفنلندية: Matti Rantanen) مواليد 13 فبراير 1981، هو سائق راليات فنلندي بدأ مسيرته في سنة 2005. كان أول رالي له هو رالي فنلندا 2005. شارك في بطولة العالم للراليات.

## روابط خارجية
- ماتي رانتانن على موقع Rallye-info.com (الإنجليزية)